# Liste der Bodendenkmäler in Aiglsbach
Auf dieser Seite sind die Bodendenkmäler in der niederbayerischen Gemeinde Aiglsbach zusammengestellt. Diese Tabelle ist eine Teilliste der Liste der Bodendenkmäler in Bayern. Grundlage ist die Bayerische Denkmalliste, die auf Basis des Bayerischen Denkmalschutzgesetzes vom 1. Oktober 1973 erstmals erstellt wurde und seither durch das Bayerische Landesamt für Denkmalpflege geführt wird. Die folgenden Angaben ersetzen nicht die rechtsverbindliche Auskunft der Denkmalschutzbehörde.

## Bodendenkmäler der Gemeinde Aiglsbach

### Bodendenkmäler im Ortsteil Aiglsbach
| Lage                                                 | Objekt | Akten-Nr.     | Bild                       |
| ---------------------------------------------------- | --- | ------------- | -------------------------- |
| Aiglsbach (Standort)                                 | Siedlung vor- und frühgeschichtlicher Zeitstellung. | D-2-7235-0001 |                            |
| Aiglsbach (Standort)                                 | Grabhügel vorgeschichtlicher Zeitstellung. | D-2-7236-0001 |                            |
| Aiglsbach (Standort)                                 | Grabhügel vorgeschichtlicher Zeitstellung. | D-2-7236-0002 |                            |
| Aiglsbach (Standort)                                 | Verebnete vorgeschichtliche Grabhügel und Siedlung vor- und frühgeschichtlicher Zeitstellung.                                                                                                | D-2-7236-0004 |                            |
| Aiglsbach (Standort)                                 | Siedlung vor- und frühgeschichtlicher Zeitstellung. | D-2-7336-0003 |                            |
| Aiglsbach (Standort)                                 | Siedlung vor- und frühgeschichtlicher Zeitstellung. | D-2-7336-0004 |                            |
| Aiglsbach (Standort)                                 | Siedlung vor- und frühgeschichtlicher Zeitstellung. | D-2-7336-0052 |                            |
| Aiglsbach (Standort)                                 | Schloss Aiglsbach Untertägige mittelalterliche und frühneuzeitliche Befunde im Bereich des abgegangenen Schlosses Aiglsbach, zuvor mittelalterliche Wasserburg.                              | D-2-7336-0151 | Bodendenkmal D-2-7336-0151 |
| Aiglsbach Albrecht-von-Aiglspeck-Straße 3 (Standort) | Untertägige mittelalterliche und frühneuzeitliche Befunde im Bereich der Katholischen Pfarrkirche St. Leonhard in Aiglsbach, darunter die Spuren von Vorgängerbauten bzw. älteren Bauphasen. | D-2-7336-0152 | weitere Bilder             |

### Bodendenkmäler im Ortsteil Berghausen
| Lage                  | Objekt | Akten-Nr.     | Bild |
| --------------------- | --- | ------------- | ---- |
| Berghausen (Standort) | Viereckschanze der späten Latènezeit. | D-2-7236-0005 |      |
| Berghausen (Standort) | Verebnetes viereckiges Grabenwerk vor- und frühgeschichtlicher Zeitstellung (Viereckschanze der späten Latènezeit). | D-2-7236-0006 |      |
| Berghausen (Standort) | Siedlung vor- und frühgeschichtlicher Zeitstellung. | D-2-7336-0005 |      |
| Berghausen (Standort) | Siedlung vor- und frühgeschichtlicher Zeitstellung. | D-2-7336-0006 |      |
| Berghausen (Standort) | Untertägige mittelalterliche und frühneuzeitliche Befunde im Bereich des Maierhauses („Schlosses“), zuvor mittelalterliche Burg, und im Bereich der Katholischen Filialkirche St. Koloman, ehemals wohl Burgkapelle, in Berghausen, darunter die Spuren von Vorgängerbauten bzw. älteren Bauphasen. | D-2-7336-0145 |      |

### Bodendenkmäler im Ortsteil Gasseltshausen
| Lage                      | Objekt | Akten-Nr.     | Bild           |
| ------------------------- | --- | ------------- | -------------- |
| Gasseltshausen (Standort) | Grabhügel der mittleren Bronzezeit. | D-2-7336-0001 |                |
| Gasseltshausen (Standort) | Grabhügel vorgeschichtlicher Zeitstellung. | D-2-7336-0008 |                |
| Gasseltshausen (Standort) | Grabhügel vorgeschichtlicher Zeitstellung. | D-2-7336-0009 |                |
| Gasseltshausen (Standort) | Teile einer weitgehend zerstörten Viereckschanze der späten Latènezeit. | D-2-7336-0010 |                |
| Gasseltshausen (Standort) | Filialkirche Unsere Liebe Frau Untertägige mittelalterliche und frühneuzeitliche Befunde im Bereich der Katholischen Kirche Unsere Liebe Frau in Gasseltshausen, darunter die Spuren von Vorgängerbauten bzw. älteren Bauphasen. Burgstall des Mittelalters. | D-2-7336-0148 | weitere Bilder |

### Bodendenkmäler im Ortsteil Oberpindhart
| Lage                                          | Objekt | Akten-Nr.     | Bild                       |
| --------------------------------------------- | --- | ------------- | -------------------------- |
| Oberpindhart (Standort)                       | Burgstall des Mittelalters. | D-2-7336-0059 |                            |
| Oberpindhart Sankt-Stephan-Platz 2 (Standort) | Untertägige mittelalterliche und frühneuzeitliche Befunde im Bereich der Katholischen Filialkirche St. Stephan in Oberpindhart, darunter die Spuren von Vorgängerbauten bzw. älteren Bauphasen sowie der aufgelassene historische Ortsfriedhof. | D-2-7336-0143 | Bodendenkmal D-2-7336-0143 |

### Bodendenkmäler im Ortsteil Pöbenhausen
| Lage                                  | Objekt | Akten-Nr.     | Bild                       |
| ------------------------------------- | --- | ------------- | -------------------------- |
| Pöbenhausen Pöbenhausen 18 (Standort) | Untertägige mittelalterliche und frühneuzeitliche Befunde im Bereich der Katholischen Kirche St. Martin in Pöbenhausen, darunter die Spuren von Vorgängerbauten bzw. älteren Bauphasen sowie der aufgelassene historische Ortsfriedhof. | D-2-7336-0141 | Bodendenkmal D-2-7336-0141 |